# Bálsamo para os lábios
O bálsamo para os lábios é um remédio aplicado para suavizar a pele dos lábios curtida pelo vento ou rachada, assim como para tratar a herpes. O bálsamo para os lábios contém com frequência a cera de abelha ou de carnaúba, a cânfora, a lanolina, a parafina, a vaselina, etc.
Em 2019 o volume de mercado mundial de bálsamo para os lábios estava avaliado em 660 milhões de dólares estadounidenses. Supunha.se que o mercado iria crescer com um ritmo de 7.3% durante os seguintes cinco anos e alcançaria 1010 milhões de dólares estadounidenses em 2024.

## Tipos
Segundo os componentes que formam parte da composição há diferentes tipos de bálsamo para os lábios:
- Bálsamo para os lábios com filtro UV. Deve-se usá-lo em verão ou nos locais con atividade solar elevada (tais como as estâncias de esqui).
- Bálsamo de alimentação dos lábios. É melhor usá-lo na temporada de inverno.
- Bálsamo hidratante para os lábios. No inverno durante seu uso os lábios podem se rachar, já que o bálsamo vai ser absorvido demasiado rapidamente.
- Bálsamo curativo para os lábios. Possui uma ação emoliente e antiséptica.
- Bálsamo para os lábios com óleos naturais na composição. Na composição de tal remédio podem haver o óleo de sésamo, o óleo babasu, as vitaminas E e A que evitam a secura e rachadura nos lábios.

## Tecnologia de produção
As etapas de produção de bálsamo para os lábios incluem:
- Verificação de matérias-primas iniciais segundo indicadores de qualidade (para os remédios cosméticos são exigidos os parâmetros severos de segurança)
- Dosificação, fundição, mistura dos componentes (é usado um equipamento e as condições especiais)
- Processamento de massa em vazio (livramento de bolhas)
- Cristalização de mistura (passa durante dois dias)
- Derretimento
- Formação (separação de massa total de bálsamo em troços para dar-lhes uma forma especial)
- Empacotamento (colocação do remédio no estojo)